# 巴州淩雲塔
巴州淩雲塔位於中华人民共和国四川省巴中市巴州區，文物遺址年代判定為清。2012年7月16日公佈為第八批四川省文物保護單位。
巴州淩雲塔建於清道光十年（1830年），位於巴州城東2.5公里之塔子山頂，坐南朝北，建築面積500平方米。平面呈正八邊形佈局，磚石結構，十三層樓閣式，塔頂為八角攢尖頂。由地宮、塔基、塔身、塔刹四部分組成。素面塔基高0.7米，邊長4.3米，塔體通高43米，層層上收，每層開拱形瞭望窗八棟。塔內設實心柱，120級素面踏道繞實心柱盤旋至第七層。一至七層建有七座塔室，每座塔室內造有拱形佛龕一座，龕內供有佛、道、民間神像（文革時期造像均被損毀）。第一層塔內頂部藻井深浮雕正龍紋圖案，第六層塔室頂有鐵鑄藻井“二龍戲珠”，並鑄有“道光十年吉旦”字樣。塔身每層用磚砌簷，有滴水、瓦當，塔刹上裝有刹杆。塔南2.5米處有同時期修建的塔院，呈三合院佈局，坐南朝北，建築面積360平方米，磚木結構，穿斗梁架，三穿用五柱，硬山卷拱式屋頂。正殿面闊5間26米，進深3間14.2米，通高6.6米，左右廂房面闊2間9米同，進深1間4.2米，通高6.6米。院內立有建塔石碑24通。該塔及塔院具有較高的歷史、藝術價值。2003年淩雲塔被巴中市人民政府公佈為市級文物保護單位。